# Самюъл Кокс
Самюъл Съливан Кокс (на английски: Samuel Sullivan Cox), наричан също Сънсет Кокс, е американски политик от Демократическата партия и дипломат.

## Биография
Самюъл Кокс е на 30 септември 1824 г. в Зейнсвил в щата Охайо, дядо му Джеймс Кокс е конгресмен. Следва в Охайския университет и през 1846 г. завършва Университета „Браун“, след което работи като юрист и издава собствен вестник – „Охайо Стейтсман“. За кратко е секретар на американското посолство в Перу, след което през 1856 г. е избран за депутат в Камарата на представителите от Охайо. През 1864 г. губи мястото си в парламента и се премества в Ню Йорк, където отново работи като адвокат.
През 1868 година Кокс отново е избран в Конгреса с подкрепата на „Тамани Хол“ и остава депутат до края на живота си с няколко кратки прекъсвания. При едно от тях, от 25 август 1885 до 14 септември 1886 г. е посланик на Съединените щати в Османската империя.
Самюъл Кокс умира на 10 септември 1889 г. в Ню Йорк.